# Ivano Beggio
Ivano Beggio (Rio San Martino, 31 agosto 1944 – Montebelluna, 13 marzo 2018) è stato un imprenditore italiano, per molti anni presidente della casa motociclistica Aprilia.

## Biografia
Incomincia ad appassionarsi di motori già da quando, giovanissimo, affianca il padre Alberto nella fabbrica artigianale di biciclette Aprilia, che questi gestiva a Noale nel primo dopoguerra. Nei primi anni settanta subentra al padre ed avvia la produzione di motociclette e scooter.
Nel 1975 inizia a costruire motociclette da competizione, che nel 1977 si aggiudicano il Campionato italiano cross delle classi 125 e 250.
Nel 1980 comincia a produrre in serie motociclette di piccola cilindrata (50 e 125 cm3) e, a partire dagli anni ottanta e novanta, costituisce un nucleo di progettisti e designer che lancia modelli Aprilia di grande successo, destinati alla mobilità urbana, esteticamente e tecnologicamente innovativi: nel 1991 lo Scarabeo; nel 1992 il primo scooter e la prima moto due tempi con marmitta catalitica; nel 1993 il primo scooter targato; nel 2000 il motore Ditech (Direct Injection Technology).
Nel 1998 entra nel mondo delle moto di grande cilindrata con la RSV Mille (moto dell'anno nel 1999).
Nel 2000 Aprilia acquisisce i marchi Moto Guzzi e Moto Laverda e consegue numerosi successi anche in campo sportivo.
Nel 2004 Beggio cede il gruppo alla Piaggio, restando comunque Presidente onorario dell'azienda fino al 2006.
Muore il 13 marzo 2018, a 73 anni, dopo una lunga malattia.

## Impegno nel sociale
Ivano Beggio è tra i fondatori dell'Associazione Amici del cuore e della Fondazione Salus Pueri.

## Onorificenze
Lauree honoris causa: ingegneria meccanica dall'Università di Pisa nel 1999 e in economia aziendale dall'Università Ca' Foscari Venezia nel 2002.